# Cyhra
Cyhra är en svensk musikgrupp från Göteborg som grundades år 2016. Bandet består av sångaren Joacim "Jake E" Keelyn, kompgitarristen Jesper Strömblad, trummisen Alex Landenburg, sologitarristen Euge Valovirta och gitarristen Marcus Sunesson. Flera av gruppens medlemmar har medverkat i andra uppmärksammade bandkonstellationer: Strömblad i In Flames, Jake E i Amaranthe, Landenburg i Annihilator och Valovirta från Shining. Tidigare var även Peter Iwers, från In Flames, medlem i gruppen.

## Medlemmar

### Nuvarande
- Jake E – sång, keyboard (2016–)
- Jesper Strömblad – gitarr, keyboard (2016–)
- Alex Landenburg – trummor (2016–)
- Euge Valovirta – sologitarr, bakgrundssång (2017–), bas (2018–)
- Marcus Sunesson – gitarr (2020–)

### Livemedlemmar
- "Mr. ASUS" – bas (2019–)
- Marcus Sunesson – gitarr (2018–2020)

### Tidigare medlemmar
- Peter Iwers – bas (2016–2018)

## Diskografi

### Studioalbum
- Letters to Myself – 2017
- No Halos in Hell – 2019
- The Vertigo Trigger – 2023

### Singlar
- "Karma" (2017)
- "Letter to Myself" (2017)
- "Heartrage" (2018)
- "Here to Save You" (2018)
- "Forever" (2018)
- "Out of My Life" (2019)
- "Battle from Within" (2019)
- "Ready to Rumble" (2022)
- "Life Is A Hurricane" (2023)